# Тіна Лернер
Тіна Лернер (Валентина Йосипівна Лернер, англ. Tina Lerner, у шлюбі англ. Tina Lerner Shavitch (5 червня 1889 , Одеса, Херсонська губернія  — не раніше 1947 )) — російська та американська піаністка українсько-єврейського походження, музичний педагог.

## Життєпис
Донька єврейського письменника та історика (на їдиші та івриті), співробітника редакції «Одеського вісника» Осипа Михайловича (Йосипа Ієгуди, Йосипа-Лейба) Лернера (1849, Бердичів — 1907, Одеса) «трупи Лернера». Мати — одна з перших жінок-літераторів на ідиші Марія Лернер (уроджена Мар'ям Рабинович; 1860, Кишинів — 1927, Берлін), прозаїк і драматург. Брат — літературознавець Микола Йосипович Лернер, сестра — співачка Віра Лернер (31 липня 1879 — ?).
У віці з шести до дев'яти років Тіна навчалася грі на фортепіано у Рудольфа Гельма в Одесі, потім вступила до Московської консерваторії, де її педагогом у 1899—1904 роках був Луї Пабст. Відомо, що вона брала уроки у Леопольда Годовського і в 1903 році дебютувала в Санкт-Петербурзі. Закінчила консерваторію в 1904 році і вже 12 лютого 1905 роеку дебютувала виконанням Бетховенського «Імператора» (концерт № 5) у супроводі Оркестру Московського філармонічного товариства. У наступні роки — у супроводі Російського симфонічного оркестру гастролювала країнами Європи та в 1908—1910 роках в Америці. У Великій Британії виступала з диригентом Гансом Ріхтером (Лондон, Манчестер). У 1910—1912 роках проживала в Берліні, після чого остаточно оселилася в США.
На початку 1920-х років гастролювала з чоловіком по Південній Америці, у 1922—1931 роках викладала фортепіано в Сіракузькому університеті (у цей час її чоловік очолював Сіракузький симфонічний оркестр).
Грамофонні записи дуету Тіни Лернер та Володимира Шавича були у різні роки перевидані у різних антологіях фортепіанних дуетів .

## Родина
Першим шлюбом (1909) була одружена з музичним педагогом Луїсом Бахнером (1886—1945) . У другому шлюбі (з 1915 року) — дружина піаніста та диригента Володимира Мойсевича Шавича (справжнє прізвище Шаєвич ; 1888—1947), який був її менеджером і з яким до 1923 виступала в дуеті, після чого він почав диригентську кар'єру . Їхня дочка — Долліна дель Веккіо (1916—?) .
Після смерті чоловіка проживала із сім'єю доньки у Флоренції .

## Галерея
- Tina Lerner. The Brilliant Russian Pianist (1918).
- Фотопортрет Тіни Лернер
- Програма виступів у Портленді (1912)
- Володимир Шавіч, Тіна Лернер та Едуардо Фабіні (1922)